# Agrovoltaika

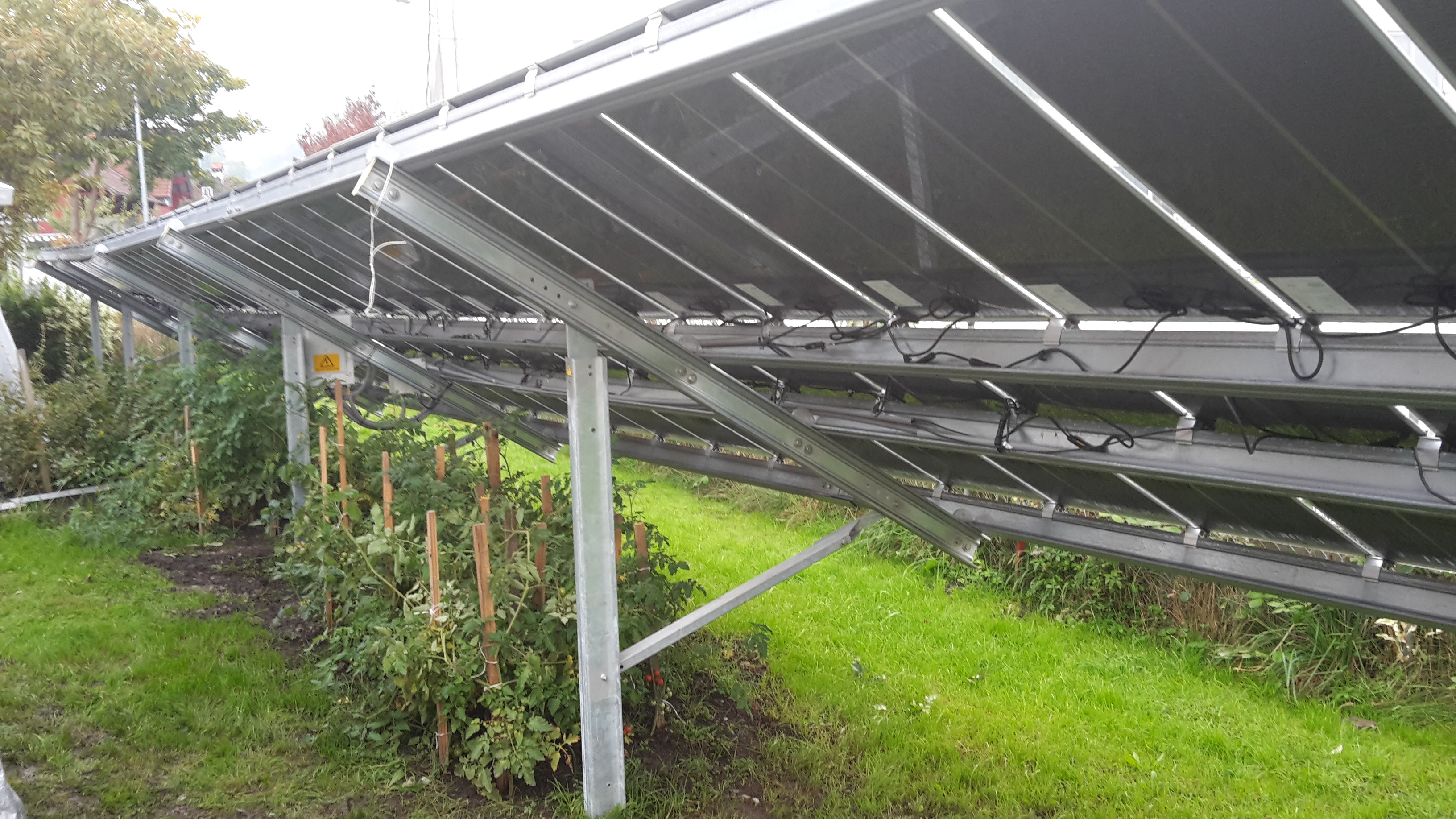
Rajčata pěstovaná pod solárními panely

Agrovoltaika, agrivoltaika nebo také agrofotovoltaika představuje synergickou kombinaci obnovitelné energie a výroby potravin (potravinářského průmyslu). Jinak řečeno, agrovoltaický systém je společné obhospodařování stejné plochy půdy jak pro solární fotovoltaickou elektrárnu, tak pro zemědělství.
Koexistence solárních panelů a plodin znamená sdílení slunečního světla mezi těmito dvěma druhy produkce. Původně tuto techniku vymysleli Adolf Goetzberger a Armin Zastrow v roce 1981. Slovo „agrovoltaika“ vzniklo v roce 2011.
Výhody kombinující solární výrobu elektřiny se zemědělskou produkcí jsou mnohé, od snížení spotřeby vody přes obnovu biotopů, až po místní ekonomický rozvoj. Dokonce může vést ke zlepšení veřejného mínění o solární produkci energií.
Zákony týkající se agrovoltaické výroby se v jednotlivých zemích liší. Investor do agrovoltaického zařízení může mít různé cíle, například optimalizaci výnosu plodin, kvalitu plodin nebo výrobu energie s několika plodinami pěstovanými v okolí zařízení.

## Pěstitelství
Agrovoltaika jako pojem se používá pro systém držáků nebo kabelů, které zvedají solární pole, aby umožnily přístup zemědělských strojů na pozemek, nebo pro systém, kdy jsou solární panely instalovány na střeše skleníku. Třetí metodou je umístění solárních panelů v jedné úrovni s plodinami, ale s většími rozestupy pro zemědělské stroje.

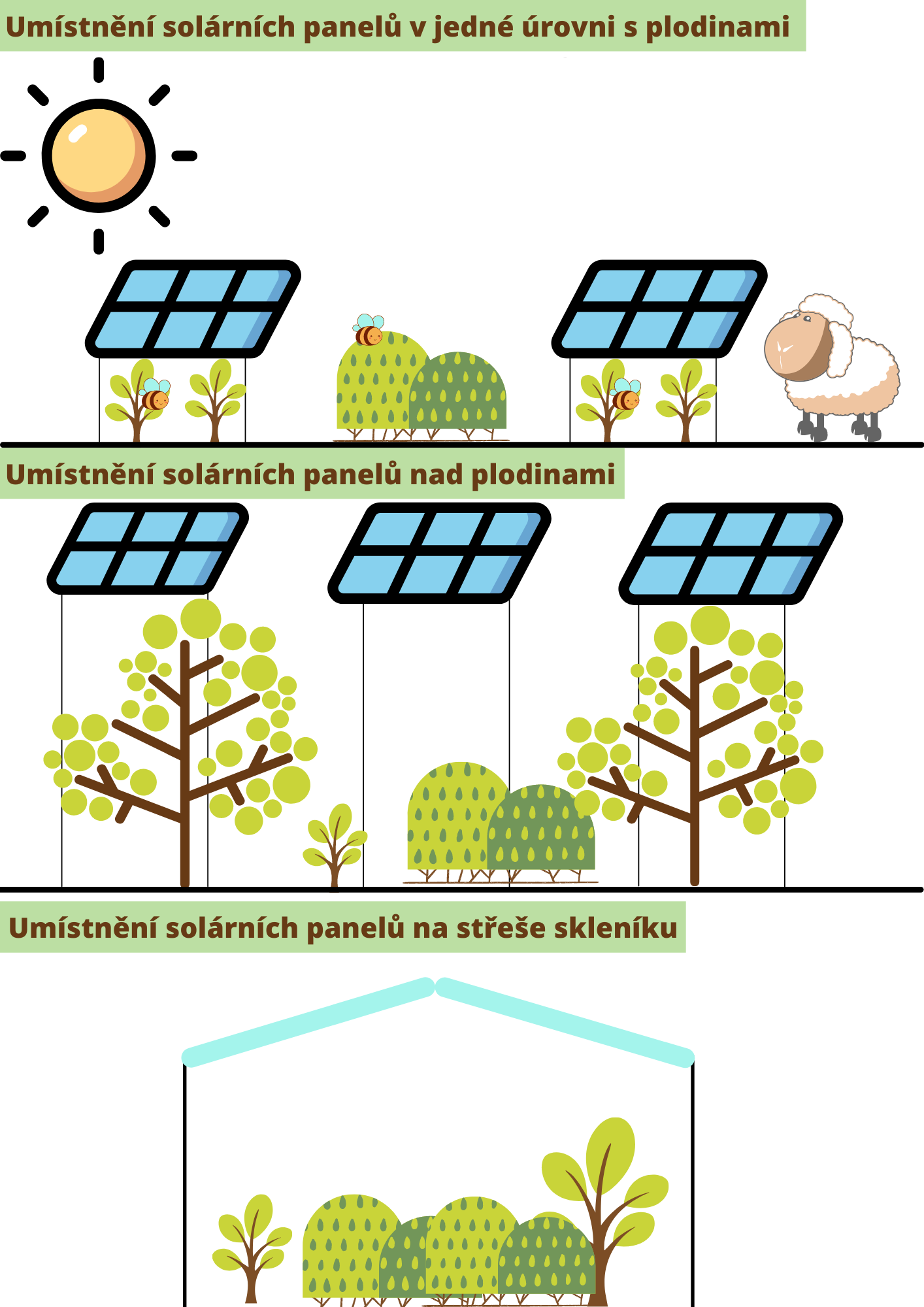
Metody umístění solárních panelů v Agrovoltaickém systému

Stínění způsobené solárními panely má pozitivní vliv na produkci plodin, zároveň je potřeba správného výběru plodin. Princip symbiózy spočívá ve stínění pro rostliny během horkých slunečních dnů, které se stávají teplejšími vlivem klimatické změny, a opačně, rostliny díky vypařování vody zespodu ochlazují solární panely. Tímto systémem se nemusí dodatečně solární panely ochlazovat, protože při vysokých teplotách produkce energie klesá. Výzkumníci z University of Arizona testovali agrovoltaický systém, kdy zasadili chiltepinské papričky, papričky jalapeňo a cherry rajčata pod solární panely. Zjistili, že produkce elektřiny byla o 3 % vyšší s „přírodním“ ochlazováním. Na oplátku panely pomohly zmírnit teploty půdy, snížily spotřebu vody a zlepšily absorpci uhlíku rostlinami. Je pozoruhodné, že výroba potravin se v rámci agrovoltaického systému zdvojnásobila.
Studie, která testovala Agrovoltaico, solární sledovací systém pro optimalizaci produkce solárních panelů, potvrdila výše zmíněné charakteristiky agrovoltaiky. Solární panely maximalizovaly produktivitu orné půdy s monokulturní plodinou, konkrétně to byla kukuřice pro výrobu bioplynu. Vytvářely stabilní prostředí pro rostliny v případě deště a za prudkého slunečního záření chránily plodiny před stresem z nedostatku vody. Studie taky podotkla, že agrovoltaické systémy mohou hrát klíčovou roli ve vztahu mezi produkci čisté energie, tvorbě potravin a úsporami vody.

## Chovatelství
Pro zvířata je během suchých dnů náročné nalézt pastvinu, která není vysušená vlivem slunce. Proto solární panely v kombinaci s chovem zvířat mohou poskytnout mnoho výhod. Jednou z nich je i stín pro dobytek nebo pro trávu, která slouží jako potrava pro zvířata. Výzkumníci z University of Oregon testovali agrovoltaický systém s pastvinou pro ovce. Produktivita půdy i kvalita živin trávy byla vyšší na agrovoltaické farmě. Taktéž ovce spotřebovaly méně vody, protože dny trávily ve stínů panelů. V porovnání s tradiční farmou bez fotovoltaiky produkce jehňat byla stejná, přičemž agrovoltaická farma navíc produkovala solární energii.
Svojí elektrickou samostatností přispívají agrovoltaické farmy ke zlepšení životního prostředí, protože neodebírají elektřinu z fosilních paliv. Výzkumníci v Texasu zkoumali králičí agrovoltaickou farmu a konvenční králičí farmu a vyhodnotili, že agrovoltaická králičí farma spotřebovala vlastní vyrobenou solární energii, čím požadovala o 98,8 % méně fosilní energie než konvenční farma. Navíc se ušetřilo i na krmivu, protože díky efektivitě králíkům vystačila pastva, zároveň nebylo potřeba kosení trávy, čímž se snížily emise skleníkových plynů o 98,5 % v porovnání s konvenčním chovem králíků.

## Obnovení biotopů
Půda pod solárními panely je mnohdy nevyužitá, proto je možné pod ni nasadit nejen zemědělské rostliny, ale i druhy, které přispívají k rozmnožení opylujícího hmyzu, jako škálu přírodních a zemědělských ekosystémů. Počty hmyzu v poslední době výrazně poklesly v důsledku zvýšeného použití pesticidů, ztráty některých biotopů a klimatických změn. Když významně ubude opylující hmyz, ohrozí to celý potravinářský sektor.
Výzkumníci Eagle Point Solar Plant v jihozápadním Oregonu ve své studii uvedli, že stín solárních polí zvyšuje růst květů a prodlouží dobu kvetení. To poskytne dodatečnou potravu pro opylovače potřebnou pro migraci nebo zimní uskladnění koncem leta.

## Lokální opozice
Agrovoltaika může být jedním z řešení, jak může veřejnost lépe akceptovat obnovitelné zdroje, což pomůže k jejich rychlejšímu zavádění. Právě kombinace solárních polí se zemědělstvím vede k energetické samostatnosti zemědělců, dokonce mohou profitovat po připojení se k hlavnímu elektrickému zdroji a prodání vlastní nespotřebované elektřiny. Průzkum v Michiganu a Texasu ukazuje, že 81 % respondentů bylo více nakloněných k podpoře zavádění solární výroby elektřiny ve své komunitě, když by byla kombinovaná se zemědělskou výrobou.